# 箭狀吉氏指鰧
箭狀吉氏指鰧（學名：Gillellus greyae），為輻鰭魚綱䲁形目指鰧科吉氏指鰧屬的一個種，種名是為了紀念伊利諾州芝加哥菲爾德自然歷史博物館魚類部門的美國魚類學家瑪麗安·格里斯沃爾德·格雷（Marion Griswold Grey，1911-1964），分布於西大西洋美國佛羅里達州、巴哈馬、古巴至巴西海域，深度8至137公尺，本魚體扁，向尾部逐漸變細，管狀鼻孔，眼在頭頂，不在柄上，尖端有一圈皮瓣，口上翹，下頜突出，下唇具5-11個皮瓣，鰓蓋上部有一褶邊皮瓣，背鰭起點於頸背，背鰭硬棘22枚、背鰭軟條20枚、臀鰭硬棘2枚、臀鰭軟條31枚，側線連續，側線鱗片22-23枚，體色淺淡，上背部至中線有6條窄暗帶，從頸背至尾鰭基部，兩眼之間有一條暗帶向下延伸，頭頂有不規則的斑點，體長可達9公分，棲息在有珊瑚、藻類生長的沙底質海床，以小魚及無脊椎動物為食，生活習性不明。